# Свефхард
Свефхард (англ. Swæfheard) — сын Себби, короля Эссекса. В 688 году при помощи отца он стал королём Кента. В 692 году Свефхард был убит Витредом, законным наследником Кента.